# Distrito del Manu
El distrito del Manu es uno de los cuatro de la provincia de Manu, ubicada en el departamento de Madre de Dios en el Perú. Su capital es la localidad de Villa Salvación.
En este distrito de la Amazonía peruana habita la etnia harakbut (del grupo amarakaeri).
Este conjunto Harakbut comprende varios pequeños grupos:
- Amarakaeri
- Arasaeri
- Huachipaeri
- Kisamberi
- Pukirieri
- Sapiteri y
- Toyoeri.

Una de las localidades del distrito es Itahuania.

## Vicariato de la Iglesia católica
Desde el punto de vista jerárquico de la Iglesia católica forma parte de la Vicariato Apostólico de Puerto Maldonado